# Arctocephalus
Gấu biển (Arctocephalus) là một chi động vật có vú trong họ Otariidae, bộ Ăn thịt. Chi này được E. Geoffroy Saint-Hilaire and F. Cuvier miêu tả năm 1826. Loài điển hình của chi này là Phoca ursina (= Phoca pusilla Schreber, 1775; not Phoca ursina Linnaeus, 1758)(International Commission on Zoological Nomenclature, 2000).

## Hình ảnh

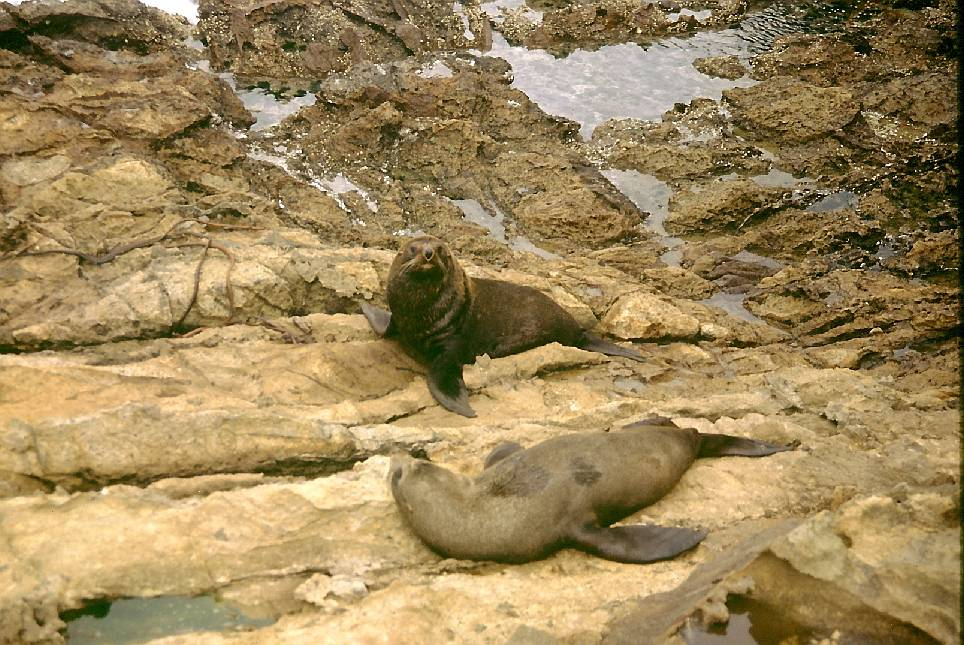
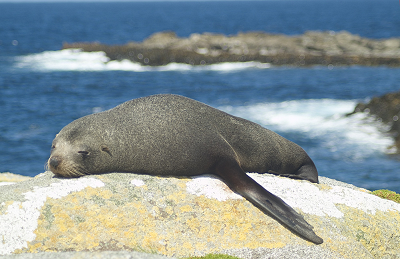
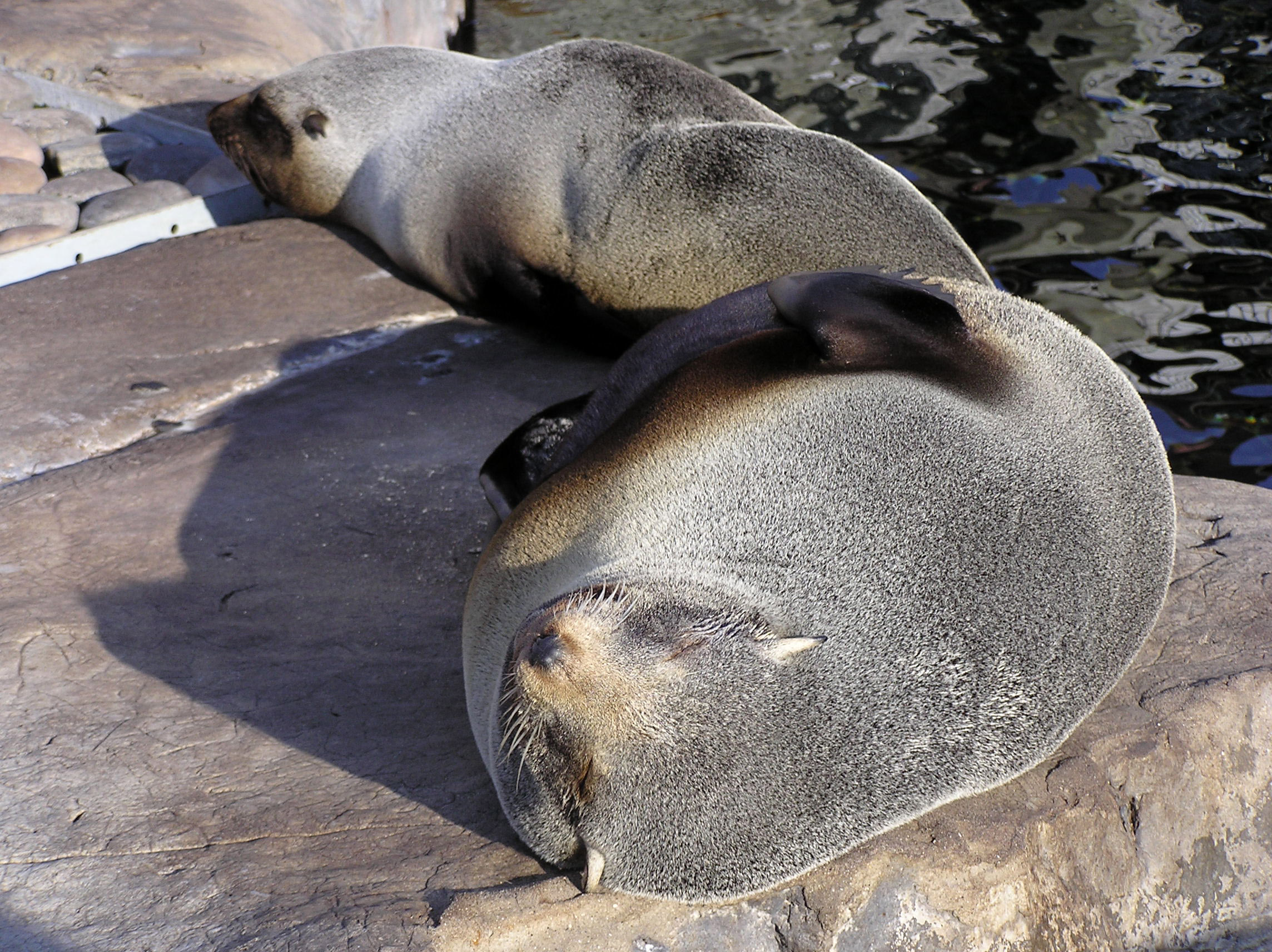
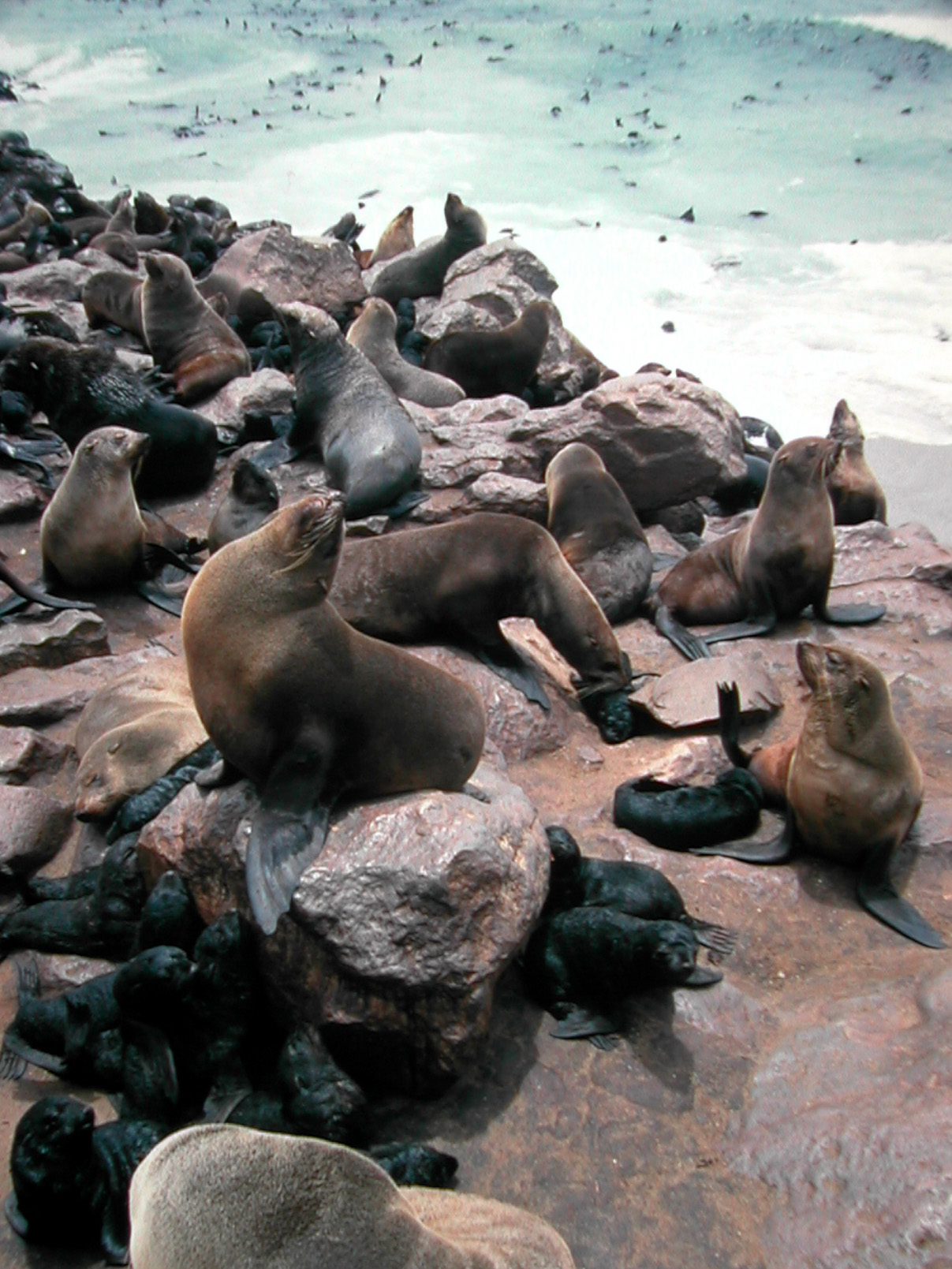
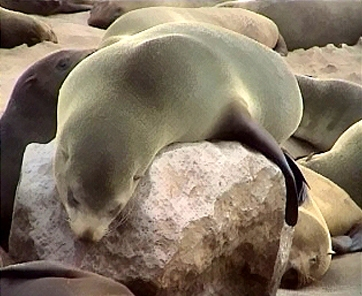
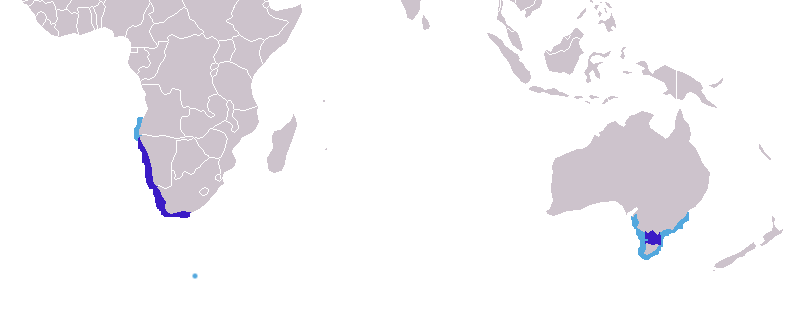

## Các loài
Chi này gồm các loài:
- Arctocephalus australis;
- Arctocephalus fischeri;
- Arctocephalus forsteri;
- Arctocephalus galapagoensis;
- Arctocephalus gazella;
- Arctocephalus philippii;
- Arctocephalus pusillus;
- Arctocephalus townsendi;
- Arctocephalus tropicalis.